# ۱۴۴۲ (میلادی)
۱۴۴۲ (میلادی) هزار و چهارصد و چهل و دومین سال تقویم میلادی است.

## زادگان
- ۲۸ آوریل - ادوارد چهارم، پادشاه انگلستان و فرمانروای ایرلند

## درگذشتگان
‎